# Lokrangierführer
Der Lokrangierführer (Abk.: Lrf) ist eine Bezeichnung für einen Triebfahrzeugführer oder einen Eisenbahnfahrzeugführer von Lokomotiven mit Funkfernsteuerung im Rangierdienst.
Der Lokrangierführer kann die Lokomotive innerhalb und außerhalb des Führerstandes bedienen und ist in der Lage, Rangierarbeiten allein ohne Rangierbegleiter auszuführen. Beim Rangieren mit Funkfernsteuerung sind besondere Sicherheitsvorschriften zu beachten. Die Bezeichnung war erforderlich in der Zeit, als Rangierleiter tätig waren und brachte die „Doppelfunktion“ von Triebfahrzeugführer und Rangierleiter zum Ausdruck. Mit der Abschaffung des Rangierleiters und der Schaffung von Rangierbegleitern war die Aufgabenteilung eindeutig, weil im Gegensatz zum Rangierleiter der Rangierbegleiter im Auftrag des Triebfahrzeugführers tätig ist. Im Regelwerk der Deutschen Bahn für den Bahnbetrieb (Richtlinie 408) ist diese Bezeichnung daher entfallen.
Ein Lokrangierführer verfügt normalerweise über einen Triebfahrzeugführerschein der Klasse B (3) und hat somit eine mit dem Streckenlokführer vergleichbare Ausbildung durchlaufen. Während der Tätigkeitsschwerpunkt des Streckenlokführers in der reinen Zugförderung liegt, hat der Lokrangierführer weitere betriebliche und kundendienstliche Aufgaben. Dazu gehören unter anderem Zugprüfungen, Erstellen von Wagenlisten und Bremszetteln, das Nachhalten der Wagenlaufwege in EDV-Systemen, die Bedienung von Gleisanschlüssen sowie der Kontakt mit dem dortigen Endkunden. Diese Tätigkeitsvielfalt ist nicht grundsätzlich. Die Arbeit des Lokrangierführers umfasst damit Tätigkeiten verschiedener Bahnberufe, darunter Triebfahrzeugführer, Rangierbegleiter und Zugvorbereiter. Trotz dieses gegenüber dem Triebfahrzeugführer erweiterten Aufgabenspektrums wird die Lrf-Tätigkeit normalerweise geringer als die Tätigkeit eines Streckenlokführers vergütet, zumal ein Lokrangierführer in den gegenwärtig in Deutschland geltenden Tarifvertragswerken nicht als Lokführer gilt. Für bei Güterbahnen ausgebildete Berufseinsteiger nach abgeschlossener Ausbildung als „Eisenbahner im Betriebsdienst – Fachrichtung Lokführer und Transport“ kann der Lrf eine Zwischenstation auf dem Weg zum Streckenlokführer sein.
In kleineren Bahnhöfen oder Betriebswerken werden zudem Wagenmeister als Lokrangierführer ausgebildet, um Rangierarbeiten neben der Tätigkeit im Wagenuntersuchungsdienst auszuführen (z. B. die Bereitstellung von Zügen oder das Aussetzen von Wagen). Ferner können Werkstattmitarbeiter in einem Betriebswerk eine Ausbildung als Lokrangierführer haben, um Rangierarbeiten in den Werksgleisen ausführen zu können. Da nur Rangierfahrten durchgeführt werden müssen, ist der Triebfahrzeugführerschein der Klasse A (1) in solchen Einsatzbereichen ausreichend. Einige Lokrangierführer sind ausschließlich innerhalb des Bahnhofes tätig, hier gibt es je nach Unternehmen und Einsatzort große Unterschiede.
Die Deutsche Bahn beschäftigt rund 3100 Lokrangierführer (Stand: 2015). Ihre gewerkschaftliche Vertretung war ein wesentlicher Gegenstand der ab 2014 durchgeführten Streiks der Gewerkschaft Deutscher Lokomotivführer, die seitdem für diese Berufsgruppe ebenfalls Tarifverträge abschließen darf, was davor der Eisenbahn- und Verkehrsgewerkschaft vorbehalten war.